# فؤاد البخاري
فؤاد محمد أمين البخاري (1936-2011) شخصية ثقافية أردنية من مواليد مدينة عمّان. يعتبر أحد المراجع الرئيسية لتوثيق الحياة في عمّان. وهو مؤلف كتاب «عمّان - ذاكرة الزمن الجميل».

## نبذة عن حياته
ولد «أبو عامر» بعد مجيء أبيه محمد أمين البخاري من مكة المكرمة إلى عمّان بخمس سنوات، في مطلع شباط / فبراير 1936. درس في مدارس عمان الحكومية ثم كلية التراسنطة في المرحلة الثانوية، قبل أن ينتقل إلى القاهرة لدراسة العلوم السياسية في جامعة القاهرة، حيث أنهاها عام 1961، ومنذ أن التحق موظفاً بدائرة المطبوعات والنشر، بقي فيها حتى إحالته على التقاعد عام 1987.
توفي في تموز / يوليو 2011 في عمّان، قبل 3 أشهر فقط من الحفل المفترض لإطلاقه كتابه الوحيد.

## كتابه
احتوى كتابه «عمان - ذاكرة الزمن الجميل» على معين هائل من المعلومات والأحداث والأسماء التي سوف تعين الباحثين المهتمين على الانطلاق منها، من أجل إجراء أبحاثهم عن عمان. يكفي أن أشير هنا إلى أن ثبت الأعلام الذي أُعد عن كتابه احتوى على 484 اسماً، معظمها لشخصيات من عمان، كما تضمن الكتاب ذكر 416 مكانا أو مؤسسة تقع غالبيتها في عمان.